# Oligopogon harlequini
Oligopogon harlequini là một loài ruồi trong họ Asilidae. Oligopogon harlequini được Oldroyd miêu tả năm 1970. Loài này phân bố ở vùng nhiệt đới châu Phi.